# Павіан ведмежий
Павіан ведмежий, або чакма (Papio ursinus) — вид приматів з роду Павіан (Papio) родини Мавпових (Cercopithecidae). Чакма — це місцева назва тварини мовою народу готтентоти.

## Опис
Довжина тіла самців: 50-114 см, самиць: 45-84 см, хвіст завдовжки 46-70 см. Вага самців становить 30-50 кг, самиць близько 20 кг. Популяція Чакм у пустелі Калахарі має менші розміри і вагу. Ведмежий павіан має схоже на собаче обличчя та порівняно довгі кінцівки з короткими кігтями. Хвіст досить короткий, перша третина підіймається вгору, дві третини вниз. Шерсть коротка, груба, від світло-сірого до темно-оливково-коричневого кольору, з чорнуватим низом на кінцівках. Самці більші за самиць, з трохи довшою гривою на шиї та плечах і набагато більшими іклами, аж до грізних п'яти сантиметрів завдовжки. Гола шкіра обличчя, вух, рук і ступнів має темне забарвлення. Новонароджені чорні, з червоним обличчям.

## Поширення
Країни проживання: Ангола, Ботсвана, Лесото, Мозамбік, Намібія, ПАР, Есватіні, Замбія, Зімбабве. Населяє різні типи лісу, савани і степи. Висотний діапазон проживання від рівня моря до 2100 м і більше.

## Спосіб життя
Всеїдний. Їсть кореневища, трави, коріння, бульби, яйця, комах і невеликих хребетних. Вид потребує скель, пагорбів або дерев як притулку вночі та залежить від щоденного доступу до питної води. Утворює групи в середньому від 20 до 50 тварин, але може збиратись і до 130 павіанів разом. Самиця народжує одне дитинча. Діти годуються молоком приблизно 8 місяців, а статевої зрілості досягають в межах від 4 до 8 років, після чого самиці зазвичай залишаються в групі, а самці залишають її. Тривалість життя до 30 років у дикій природі. Відомі хижаки, що полюють на ведмежих павіанів : леви (Panthera leo), леопарди (Panthera pardus).

## Загрози та охорона
Немає великих загроз для цього виду, хоча деякі тварини можуть бути застрелені, як шкідники у сільській місцевості. Вид включений в Додаток II СІТЕС. Зустрічається в численних охоронних територіях по всьому діапазону поширення.

## Відомі представники виду
- Джек (помер. 1890) — ведмежий павіан, який жив у Південній Африці і прославився як помічник залізничного сигнальника-інваліда.